# Chioninia stangeri
Espèce
Synonymes
- Euprepis stangeri Gray, 1845
- Mabuya stangeri (Gray, 1845)
- Euprepes polylepis Peters, 1870
- Euprepes hopfferi Bocage, 1875
- Mabuya hopfferi (Bocage, 1875)

Statut de conservation UICN

 NT  : Quasi menacé
Chioninia stangeri est une espèce de sauriens de la famille des Scincidae.

## Répartition
Cette espèce est endémique des îles du Cap-Vert.

## Étymologie
Cette espèce est nommée en l'honneur de William Stanger.

## Publication originale
- Gray, 1845 : Catalogue of the specimens of lizards in the collection of the British Museum, p. 1-289 (texte intégral).